# Dębiny (powiat opolski)
Dębiny – wieś w Polsce położona w województwie lubelskim, w powiecie opolskim, w gminie Opole Lubelskie.
W latach 1975–1998 miejscowość administracyjnie należała do ówczesnego województwa lubelskiego.
| SIMC    | Nazwa    | Rodzaj    |
| ------- | -------- | --------- |
| 1023084 | Zofiówka | część wsi |

Wieś sąsiaduje z miejscowościami: Plizin, Ruda Godowska, Ruda Maciejowska i Sewerynówka.
Wieś stanowi sołectwo w gminie Opole Lubelskie. Według Narodowego Spisu Powszechnego z roku 2011 wieś liczyła 171 mieszkańców.
Wierni Kościoła rzymskokatolickiego należą do parafii Trójcy Świętej i Narodzenia Najświętszej Maryi Panny w Chodlu.